# Могилёв-Подольская фабрика бытовой химии
Могилёв-Подольская фабрика бытовой химии — промышленное предприятие в городе Могилёв-Подольский Могилёв-Подольского района Винницкой области Украины.

## История
Производство мыла в уездном городе Могилёв-на-Днестре Подольской губернии Российской империи имело место уже в конце XIX века, но в ходе гражданской войны и иностранной военной интервенции мыловаренные фабрики были разграблены и разрушены.
Промышленное производство моющих средств было возобновлено в ходе индустриализации 1930-х годов, когда в соответствии с первым пятилетним планом развития народного хозяйства СССР здесь был построен мыловаренный завод.
После начала Великой Отечественной войны с 23 июня 1941 года начались воздушные бомбардировки города. 
4 июля советские войска отступили на левый берег Днестра, 7 июля 1941 года начались бои за Могилёв-Подольский. 19 июля 1941 года он был оккупирован немецко-румынскими войсками и включён в состав Румынии. Перед отступлением гитлеровцев все промышленные предприятия города были разрушены. 19 марта 1944 года город был освобождён советскими войсками. В дальнейшем, началось восстановление городского хозяйства.
Фабрика бытовой химии была построена на окраине города и введена в эксплуатацию после окончания войны.
В годы восьмой пятилетки (1966 - 1970) фабрика была реконструирована, оснащена новым оборудованием, после чего расширила ассортимент и увеличила объёмы выпуска продукции.
В целом, в советское время фабрика входила в число ведущих предприятий города.
После провозглашения независимости Украины государственное предприятие было преобразовано в открытое акционерное общество.
В следующие годы фабрика производила красители, чистящие средства, отбеливатель, шпатлёвку, растворители и олифу.
Начавшийся в 2008 году экономический кризис ухудшил положение предприятия, фабрика была перерегистрирована как общество с ограниченной ответственностью с юридическим адресом в селе Бронница Могилёв-Подольского района Винницкой области. 11 мая 2010 года хозяйственный суд Винницкой области возбудил дело № 5/67-10 о банкротстве фабрики. 16 июня 2011 года суд утвердил решение о ликвидации прекратившей производственную деятельность фабрики.